# Аль-Анфаль
Аль-Анфа́ль (араб. الأنفال — Трофеи, Добыча) — восьмая сура Корана. Сура мединская.  Состоит из 75 аятов.

## Содержание
В суре разъясняются некоторые законы и правила сражения, факторы, ведущие к нему, причины победы и роль моральной силы в одержании победы. Содержатся правила распределения военных трофеев. В суре Аль-Анфаль рассказывается о сражении при Бадре и то, что было до него, и то, что последовало за ним, и указываются причины этого сражения, а именно — изгнание пророка Мухаммеда из Мекки язычниками. Говорится о подготовке к войне и о необходимости заключения мира, если враг проявляет склонность к нему. В конце этой суры говорится о поддержке верующими друг друга и о необходимости вести сражения за веру, за величие и усиление ислама, за свою гордость и достоинство.

Они спрашивают тебя о трофеях. Скажи: "Трофеи принадлежат Аллаху и Посланнику". Побойтесь же Аллаха и урегулируйте разногласия между собой. Повинуйтесь Аллаху и Его Посланнику, если вы являетесь верующими. ۝ Верующими являются только те, сердца которых испытывают страх при упоминании Аллаха, вера которых усиливается, когда им читают Его аяты, которые уповают на своего Господа, ۝ которые совершают намаз и расходуют из того, чем Мы их наделили. ۝ Они являются истинно верующими. Им уготованы высокое положение у их Господа, прощение и щедрый удел. ۝ Таким же образом твой Господь побудил тебя выйти из дома ради истины, хотя некоторые из верующих не хотели этого. ۝ Они препирались с тобой относительно истины после того, как она стала очевидна, словно их вели на смерть, и они наблюдали за этим.
— Коран 8:1—6 (Кулиев)